# Bombardement d'Évreux (1940)
Pour les articles homonymes, voir Bombardement d'Évreux.
Les bombardements d'Évreux de 1940 sont des bombardements menés par les Allemands, le 9 juin 1940, sur Évreux en France pendant la Seconde Guerre mondiale. Le bilan humain s’élève à plusieurs centaines de morts et de blessés.
Le 7 juin 1940, les œuvres majeures du patrimoine ébroïcien – dont les précieux vitraux de la cathédrale Notre-Dame – sont acheminées par voie ferroviaire à Niort, pour être mis en sécurité dans le sud de la France.
Le 9 juin 1940, une trentaine d'avions chasseurs Messerschmitt bombardent la ville en faisant quatre raids successifs, se prolongeant jusqu'à la nuit. 463 immeubles sont détruits, 476 autres sont rendus inhabitables, l'ancien petit séminaire est pulvérisé, ainsi que les tours nord et sud de la cathédrale, la gare ferroviaire et la Chambre de commerce. Sont tués sur le coup Hélène Almon, Jacques Balaine, Jean-Baptiste Beaudoin, Andrée Bourgeois, Raymond Carmoin, Madeleine Chevallier, Simonne Depoilly, Pierre Domont, Marcel Dugombert, Marie Gervais, Jules Gouget, Eugénie Grenier, Louis Guillaume, Denise Guiomar, Fernand Jardin, Raymond Jarossay, Hélène Latouche, André Le Bouder, Albertine Le Roy, Lucette Lecourt, Lucien Lecourt, Michel Lecourt, Marie Lefrançois, Hélène Mallet, Germaine Martin, Louise Nicolazo de Barmont, Alice Pallix, Valentine Parmentier, Roberte Pézier, Germaine Planchon, Suzanne Pradon, Paul Souty, Joséphine Texier, Marie Vazard et Eugénie Versal.[réf. nécessaire]
Le 11 juin 1940, l'armée allemande entre dans Évreux où l'incendie n'est pas encore complètement éteint et où il ne reste que peu d'habitants. Mort de Georges Marais, le frère de l'acteur Jean Marais, victime de ses blessures pendant le bombardement.
Le 12 juin 1940, retraite de la Xe armée française et débâcle aggravant la détresse des populations civiles.
Le 16 juin 1940, les cadavres d'une jeune femme et de sa fille originaires de la Vienne sont retrouvés. Elles sont mortes d'épuisement dans un immeuble en ruine où elles s'étaient réfugiées.